# سی‌امین مراسم گلدن گلوب
۳۰مین مراسم گلدن گلوب برای ارج نهادن به بهترین فیلم و شوی تلویزیونی سال ۱۹۷۲ در ۲۸ ژانویه سال ۱۹۷۳ برگزار شد

## برندگان و نامزدها

### سینمایی
| بهترین فیلم | بهترین فیلم |
| جایزه گلدن گلوب بهترین فیلم – درام | جایزه گلدن گلوب بهترین فیلم – موزیکال یا کمدی |
| --- | --- |
| - پدرخوانده - بازماندگان (فیلم ۱۹۷۲) - جنون (فیلم ۱۹۷۲) - جهنم زیر و رو - کارآگاه (فیلم ۱۹۷۲) | - کاباره (فیلم ۱۹۷۲) - آوانتی! - پروانه‌ها آزادند - ۱۷۷۶ (فیلم) - سفرهای من و عمه‌ام |
| بهترین اجرا در یک Motion Picture – Drama | |
| جایزه گلدن گلوب بهترین بازیگر مرد – فیلم درام | جایزه گلدن گلوب بهترین بازیگر زن – فیلم درام |
| - مارلون براندو - پدرخوانده در نقش ویتو کورلئونه - مایکل کین - کارآگاه (فیلم ۱۹۷۲) در نقش Milo Tindle - لارنس الیویه - کارآگاه (فیلم ۱۹۷۲) در نقش Andrew Wyke - آل پاچینو - پدرخوانده در نقش مایکل کورلئونه - جان ویت - بازماندگان (فیلم ۱۹۷۲) در نقش Ed                                    | - لیو اولمان - مهاجران (فیلم ۱۹۷۱) در نقش Kristina - دایانا راس - بانو بلوز می‌خواند (فیلم) در نقش بیلی هالیدی - سیسیلی تایسون - ساندر (فیلم) در نقش Rebecca Morgan - تریش ون دیویر - One Is a Lonely Number در نقش Aimee Brower - تیوزدی ولد - Play It در نقش It Lays در نقش Maria Wyeth - جوآن وودوارد - The Effect of Gamma Rays on Man-in-the-Moon Marigolds در نقش Beatric Hunsdorfer |
| بهترین اجرا در یک Motion Picture – Comedy or Musical | |
| جایزه گلدن گلوب بهترین بازیگر مرد – فیلم موزیکال یا کمدی | جایزه گلدن گلوب بهترین بازیگر زن – فیلم موزیکال یا کمدی |
| - جک لمون - آوانتی! در نقش Wendell Armbruster - ادوارد آلبر - پروانه‌ها آزادند در نقش Don Baker - چارلز گرودین - کودک دل‌شکسته (فیلم ۱۹۷۲) در نقش Lenny Cantrow - والتر ماتائو - Pete 'n' Tillie در نقش Pete - پیتر اوتول - مردی از لا مانتا در نقش Don Quixote de la Mancha / میگل د سروانتس | - لایزا مینلی - کاباره (فیلم ۱۹۷۲) در نقش سالی بولز - کارول برنت - Pete 'n' Tillie در نقش Tillie - گلدی هان - پروانه‌ها آزادند در نقش Jill Tanner - جولیت میل - آوانتی! در نقش Pamela Piggott - مگی اسمیت - سفرهای من و عمه‌ام در نقش Augusta Bertram |
| Best Supporting Performance in a Motion Picture – Drama, Comedy or Musical | |
| جایزه گلدن گلوب بهترین بازیگر نقش مکمل مرد | جایزه گلدن گلوب بهترین بازیگر نقش مکمل زن |
| - جوئل گری - کاباره (فیلم ۱۹۷۲) در نقش Master of Ceremonies - جیمز کان - پدرخوانده در نقش سانی کورلئونه - جیمز کوکو - مردی از لا مانتا در نقش سانچو پانزا - آلک مک‌کاون - سفرهای من و عمه‌ام در نقش Henry Pulling - کلایو رویل - آوانتی! در نقش Carlo Carlucci                                | - شلی وینترز - جهنم زیر و رو در نقش Belle Rosen - ماریسا برنسون - کاباره (فیلم ۱۹۷۲) در نقش Natalia Landauer - جینی برلین - کودک دل‌شکسته (فیلم ۱۹۷۲) در نقش Lila Kolodny - Helena Kallianiotes - Kansas City Bomber در نقش Jackie Burdette - جرالدین پیج - Pete 'n' Tillie در نقش Gertrude |
| Other | |
| جایزه گلدن گلوب بهترین کارگردانی | جایزه گلدن گلوب بهترین فیلم‌نامه |
| - فرانسیس فورد کوپولا - پدرخوانده - جان بورمن - بازماندگان (فیلم ۱۹۷۲) - باب فاسی - کاباره (فیلم ۱۹۷۲) - آلفرد هیچکاک - جنون (فیلم ۱۹۷۲) - بیلی وایلدر - آوانتی! | - پدرخوانده - فرانسیس فورد کوپولا and ماریو پوزو - آوانتی! - آی ای ال دایموند and بیلی وایلدر - کاباره (فیلم ۱۹۷۲) - Jay Presson Allen - بازماندگان (فیلم ۱۹۷۲) - جیمز دیکی - جنون (فیلم ۱۹۷۲) - آنتونی شیفر - کودک دل‌شکسته (فیلم ۱۹۷۲) - نیل سایمون |
| جایزه گلدن گلوب بهترین موسیقی | جایزه گلدن گلوب بهترین ترانه غیراقتباسی |
| - پدرخوانده - نینو روتا - جنون (فیلم ۱۹۷۲) - ران گودوین - گریز (فیلم ۱۹۷۲) - کوئینسی جونز - بانو بلوز می‌خواند (فیلم) - میشل لوگران - جهنم زیر و رو - جان ویلیامز | - "بن (ترانه)" (دان بلک، والتر شارف) - Ben - "Carry Me" (Bob Alcivar, Randy McNeill) – پروانه‌ها آزادند - "Dueling Banjos" (Arthur Smith, Eric Weissberg) – بازماندگان (فیلم ۱۹۷۲) - "Marmalade, Molasses and Honey" (موریس ژار، آلن و مرلین برگمن) – زندگی و روزگار قاضی روی بین - "Mein Herr" (John Kander, Frank Ebb) – کاباره (فیلم ۱۹۷۲) - "Money, Money" (John Kander, Frank Ebb) – کاباره (فیلم ۱۹۷۲) - "The Morning After" (ال کاشا، جوئل هیرش‌هورن) – جهنم زیر و رو - "Take Me Home" (جانی مندل، آلن و مرلین برگمن) – Molly and Lawless John |
| Best Foreign Film (English Language) | جایزه گلدن گلوب بهترین فیلم غیر انگلیسی‌زبان |
| - وینستون جوان - تصاویر (فیلم) - Living Free - طبقه حاکم (فیلم) - زی و شرکا | - مهاجران (فیلم ۱۹۷۱) (سوئد) - سرزمین جدید (سوئد) - فریادها و نجواها (سوئد) - جذابیت پنهان بورژوازی (فرانسه) - Mirage (پرو) - رم (فیلم ۱۹۷۲) (ایتالیا) |
| New Star of the Year – Actor | New Star of the Year – Actress |
| - ادوارد آلبر - پروانه‌ها آزادند در نقش Don Baker - فردریک فورست - When the Legends Die در نقش Tom Black Bull - کوین هوکس - ساندر (فیلم) در نقش David Lee - Michael Sacks - سلاخ‌خانه شماره پنج (فیلم) در نقش Billy Pilgrim - سایمون وارد - وینستون جوان در نقش وینستون چرچیل                 | - دایانا راس - بانو بلوز می‌خواند (فیلم) در نقش بیلی هالیدی - سیان باربارا آلن - You'll Like My Mother در نقش Kathleen - ماریسا برنسون - کاباره (فیلم ۱۹۷۲) در نقش Natalia Landauer - مری کاستا - The Great Waltz در نقش Jetty Treffz - مدلین کان - What's Up, Doc? در نقش Eunice Burns - ویکتوریا پرینسیپال - زندگی و روزگار قاضی روی بین در نقش Maria Elena |
| Best Documentary Film | |
| - Elvis on Tour - Walls of Fire - مارجو - Russia - Sapporo Winter Olympic Games | |

### مجموعه تلویزیونی

#### جایزه گلدن گلوب بهترین مجموعه تلویزیونی – درام
ستوان کلمبو
- America
- Mannix
- Medical Center
- خانواده والتون (مجموعه تلویزیونی)

#### جایزه گلدن گلوب بهترین مجموعه تلویزیونی – موزیکال یا کمدی
همگی در خانواده
- M*A*S*H
- The Mary Tyler Moore Show
- Maude
- The Sonny & Cher Comedy Hour

#### جایزه گلدن گلوب بهترین مجموعه تلویزیونی کوتاه یا فیلم تلویزیونی
That Certain Summer
- Footsteps
- The Glass House
- Kung Fu
- A War of Children

#### جایزه گلدن گلوب بهترین بازیگر مرد – مجموعه تلویزیونی درام
پیتر فالک - ستوان کلمبو
- مایک کانرز - Mannix
- ویلیام کنراد - کنن
- چاد اورت - Medical Center
- David Hartman - The Bold Ones: The New Doctors
- رابرت یانگ (بازیگر) - دکتر مارکوس ولبی

#### جایزه گلدن گلوب بهترین بازیگر زن – مجموعه تلویزیونی درام
گیل فیشر – Mannix
- الن کوربی – خانواده والتون (مجموعه تلویزیونی)
- آن جفریز – The Delphi Bureau
- مایکل لرنید – خانواده والتون (مجموعه تلویزیونی)
- پگی لیپتون – The Mod Squad
- سوزان سن جیمز – مک‌میلان و همسرش

#### جایزه گلدن گلوب بهترین بازیگر مرد – مجموعه تلویزیونی موزیکال یا کمدی
رد فاکس - Sanford and Son
- آلن آلدا - M*A*S*H
- بیل کازبی - The New Bill Cosby Show
- پل لیند - The Paul Lynde Show
- کرول اوکانر - همگی در خانواده
- فلیپ ویلسون - The Flip Wilson Show

#### جایزه گلدن گلوب بهترین بازیگر زن – مجموعه تلویزیونی موزیکال یا کمدی
جین استیپلتون - همگی در خانواده
- جولی اندروز - The Julie Andrews Hour
- بیتریس آرتور - Maude
- کارول برنت - The Carol Burnett Show
- مری تایلر مور - The Mary Tyler Moore Show

#### جایزه گلدن گلوب بهترین بازیگر نقش مکمل مرد – سریال، سریال کوتاه یا فیلم تلویزیونی
جیمز برولین - دکتر مارکوس ولبی
- اد اسنر - The Mary Tyler Moore Show
- تد نایت - The Mary Tyler Moore Show
- هاروی کورمن - The Carol Burnett Show
- راب راینر - همگی در خانواده

#### جایزه گلدن گلوب بهترین بازیگر نقش مکمل زن – سریال، سریال کوتاه یا فیلم تلویزیونی
روت بوزی - Rowan & Martin's Laugh-In
- سوزان دی - خانواده پارتریج
- ولری هارپر - The Mary Tyler Moore Show
- ویکی لارنس - The Carol Burnett Show
- اودری لیندلی - Bridget Loves Bernie
- سالی استراترس - همگی در خانواده
- النا وردوگو - دکتر مارکوس ولبی